# Sandseryds kyrka
Sandseryds kyrka är en kyrkobyggnad i Växjö stift. Den är församlingskyrka i Norrahammars församling.

## Kyrkobyggnaden
Delar av den nuvarande stenkyrkan går tillbaka i tiden till 1300-talet. Kyrkan har varit utsatt för angrepp under orostider. Kulhål i den gamla kyrkdörren av ek är en synbar påminnelse. Kyrkan eldhärjades 1645 och 1706. Kyrkan består av ett rektangulärt långhus med en rak avslutande korvägg i öster. Sakristian i norr uppfördes 1645. Vapenhuset i väster byggdes 1706. Interiören som är av salkyrkotyp har ett plant trätak som efter branden 1706 dekorerades med målningar.
Klockstapeln som är belägen nordväst om kyrkan uppfördes 1721. Den är inklädd i träpanel och har en svängd huv med hög spira krönt av en kyrktupp.

## Interiör
- Nattvardskärl är tillverkat och skänkt till Vejlby kyrka på Jylland år 1650. Togs som krigsbyte 1657.
- Predikstol från 1800-talet i rundformad nyklassicism prydd med gyllene symboler för Tron, Hoppet och Kärleken.
- Dopfunten är tillverkad 1934.
- Altartavla med motiv "Bergspredikan" är utförd 1934 av konstnär Georg Pauli efter en skiss av sonen – stadsarkitekten Göran Pauli.

### Orgel
- 1911 byggde Eskil Lundén, Göteborg en pneumatisk orgel och det fanns en svällare för hela orgeln. Den omdisponerades 1938 av Th Frobenius, Lyngby, Danmark och ytterligare en gång av Frede Aagaard, Månsarp.

| Manual I      | Manual II      | Pedal      | Koppel |
| Borduna 16´   | Rörflöjt 8´    | Subbas 16´ | I/P    |
| Principal 8´  | Kvintadena 4´  | Oktava 4´  | II/P   |
| Gedackt 8´    | Nachthorn 2´   |            | II/I   |
| Oktava 4´     | Larigot 1 1/3' |            |        |
| Scharf 3 chor |                |            |        |
| Dulcian 8'    |                |            |        |

- Orgeln, med två manualer och femton stämmor, är byggd av Tostareds Kyrkorgelfabrik 1997. Orgelläktaren bärs upp av sex smidda pelare av Tabergsjärn.